# Esther Bendahan
Pour les articles homonymes, voir Bendahan.
Esther Bendahan Cohen (Tétouan, 1964) est une éditorialiste et romancière espagnole.
Elle s'établit avec sa famille sépharade marocaine à Madrid, où elle étudie la psychologie et la littérature française. Elle est la directrice du programme télévisé «Shalom» (RTVE) et l'ordonnatrice de la Casa Sefarad-Israel.

## Œuvres
- Soñar con Hispania (Rêver de l'Hispanie) (avec Ester Benari), Ediciones Tantín, 2002
- La sombra y el mar (L'Ombre et la mer), Morales del Coso, 2003
- Deshojando alcachofas (Effeuiller des artichauts), Seix Barral, 2005
- Déjalo, ya volveremos (Laisse tomber, on y retournera), Seix Barral, 2006, où elle raconte son enfance et la désintégration de la communauté juive du  Maroc.
- La cara de Marte (Le visage de Mars), Algaida, 2007.
- El secreto de la reina persa (Le Secrète de la reine perse), La Esfera de los Libros, 2009
- Pene, 2011.
- Tratado del alma gemela, 2012.

## Traductions
- Au nom de l'Autre: Réflexions sur l'antisémitisme qui vient, Alain Finkielkraut, Seix Barral, 2005 (avec Adolfo García Ortega).

## Prix
- Premio Tigre Juan, 2006 avec La cara de Marte
- XXII Premio Torrente Ballester, 2012 avec Tratado del alma gemela